# O. Henry Award
De O. Henry Award is een jaarlijkse Amerikaanse onderscheiding voor buitengewoon verdienstelijke korte verhalen. De prijs is vernoemd naar de Amerikaanse schrijfster van korte verhalen, O. Henry.
De PEN / O. Henry Prize Stories is een jaarlijkse uitgave van de twintig beste Engelstalige verhalen van het jaar, gepubliceerd in Amerikaanse en Canadese tijdschriften.

## Winnaars
| 2018 | - Fiona McFarlane - Ottessa Moshfegh - Elizabeth Tallent |
| 2017 | - Michelle Huneven: "Too Good to Be True" in Harper's - Amit Majmudar: "Secret Lives of the Detainees" in The Kenyon Review - Fiona McFarlane: "Buttony" in The New Yorker                                                                      |
| 2016 | - Asako Serizawa: "Train to Harbin" in The Hudson Review - Frederic Tuten: "Winter, 1965" in BOMB - Elizabeth Genovise: "Irises" in Cimarron Review                                                                                             |
| 2015 | - Dina Nayeri: "A Ride Out of Phrao" in The Alaska Quarterly Review - Elizabeth McCracken: "Birdsong from the Radio" in Zoetrope: All-Story - Christopher Merkner: "Cabins" in Subtropics                                                       |
| 2014 | - Mark Haddon: "The Gun" in Granta - Kristen Iskandrian: "The Inheritors" in Tin House - Laura van den Berg: "Opa-locka" in The Southern Review                                                                                                 |
| 2013 | - Deborah Eisenberg: "Your Duck Is My Duck" in Fence - Kelly Link: "The Summer People" in Tin House - Andrea Barrett: "The Particles" in Tin House                                                                                              |
| 2012 | - Yiyun Li: "Kindness" in A Public Space - Alice Munro: "Corrie" in The New Yorker |
| 2011 | - Lynn Freed: "Sunshine" - Matthew Neill Null: "Something You Can't Live Without" - Jim Shepard: "Your Fate Hurtles Down at You" |
| 2010 | - Daniyal Mueenuddin: "A Spoiled Man" in The New Yorker September 15, 2008 - James Lasdun: "Oh, Death" in The Paris Review as "The Hollow", Spring 2009 #188 - William Trevor: "The Woman of the House" in The New Yorker, December 15, 2008    |
| 2009 | - Graham Joyce: "An Ordinary Soldier of the Queen" in The Paris Review - Junot Díaz: "Wildwood" in The New Yorker |
| 2008 | - Alexi Zentner: "Touch" in Tin House - Alice Munro: "What Do You Want To Know For?" in The American Scholar - William Trevor: "Folie a Deux" in The New Yorker                                                                                 |
| 2007 | - Eddie Chuculate: "Galveston Bay, 1826" in Manoa, Vol 16., No. 2, Winter 2004 - William Trevor: "The Room" in The New Yorker, May 16, 2005 |
| 2006 | - Edward P. Jones: "Old Boys, Old Girls" in The New Yorker, May 3, 2004 - Deborah Eisenberg: "Window" in Tin House, Issue 19, Spring 2004 - Alice Munro: "Passion" in The New Yorker, March 22, 2004                                            |
| 2005 | - Ruth Prawer Jhabvala: "Refuge in London" in Zoetrope, Vol. 7, No. 4, Winter 2003 - Sherman Alexie: "What You Pawn I Will Redeem" in The New Yorker, April 21, 2003 - Elizabeth Stuckey-French: "Mudlavia" in The Atlantic Monthly, Sept. 2003 |
| 2004 | - No edition |
| 2003 | - Denis Johnson: "Train Dreams" in The Paris Review, Summer 2002 - A. S. Byatt: "The Thing in The Forest" in The New Yorker, June 3, 2002 |
| 2002 | - Kevin Brockmeier: "The Ceiling” in McSweeney's, No. 7 |
| 2001 | - Mary Swan: "The Deep” in The Malahat Review, No. 131 |
| 2000 | - John Edgar Wideman: "Weight” in The Callaloo Journal, Vol. 22, No. 3 |
| 1999 | - Peter Baida: "A Nurse's Story” in The Gettysburg Review, Vol. 13, No. 3 |
| 1998 | - Lorrie Moore: "People Like That Are the Only People Here” in The New Yorker, January 27, 1997 |
| 1997 | - Mary Gordon: "City Life” in Ploughshares, Vol. 22, No. 1 |
| 1996 | - Stephen King: "The Man in the Black Suit” in The New Yorker, October 31, 1994 |
| 1995 | - Cornelia Nixon: "The Women Come and Go” in New England Review, Spring 1994 |
| 1994 | - Alison Baker: "Better Be Ready 'Bout Half Past Eight” in The Atlantic Monthly, January 1993 |
| 1993 | - Thom Jones: "The Pugilist at Rest” in The New Yorker, December 2, 1991 |
| 1992 | - Cynthia Ozick: "Puttermesser Paired” in The New Yorker, October 8, 1990 |
| 1991 | - John Updike: "A Sandstone Farmhouse” in The New Yorker, June 11, 1990 |
| 1990 | - Leo E. Litwak: "The Eleventh Edition” in TriQuarterly, No. 74, Winter 1989 |
| 1989 | - Ernest J. Finney: "Peacocks” in The Sewanee Review, Winter 1988 |
| 1988 | - Raymond Carver: "Errand” in The New Yorker, June 1, 1987 |
| 1987 | - Louise Erdrich: "Fleur” in Esquire, August 1986 - Joyce Johnson: "The Children's Wing” in Harper's Magazine, July 1986 |
| 1986 | - Alice Walker: "Kindred Spirits” in Esquire, August 1985 |
| 1985 | - Stuart Dybek: "Hot Ice” in Antaeus - Jane Smiley: "Lily” in The Atlantic Monthly |
| 1984 | - Cynthia Ozick: "Rosa” in The New Yorker, March 21, 1983 - Gordon Lish: "For Jeromé—with Love and Kisses" in "The Antioch Review", Summer 1983, 1984                                                                                           |
| 1983 | - Raymond Carver: "A Small, Good Thing” in Ploughshares, Vol. 8, Nos. 2 & 3 |
| 1982 | - Susan Kenney: "Facing Front” in Epoch, Winter 1980 |
| 1981 | - Cynthia Ozick: "The Shawl” in The New Yorker, May 26, 1980 |
| 1980 | - Saul Bellow: "A Silver Dish” in The New Yorker, September 25, 1978 |
| 1979 | - Gordon Weaver: "Getting Serious” in The Sewanee Review, Fall 1977 - Anne Leaton: "The Passion of Marco Z" in Transatlantic Review, 55/56 |
| 1978 | - Woody Allen: "The Kugelmass Episode” in The New Yorker, May 2, 1977 |
| 1977 | - Shirley Hazzard: "A Long Story Short” in The New Yorker, July 26, 1976 - Ella Leffland: "Last Courtesies” in Harper's Magazine, July 1976 |
| 1976 | - Harold Brodkey: "His Son in His Arms, in Light, Aloft” in Esquire, August 1975 |
| 1975 | - Harold Brodkey: "A Story in an Almost Classical Mode” in The New Yorker, September 17, 1973 - Cynthia Ozick: "Usurpation (Other People's Stories)” in Esquire, May 1974                                                                       |
| 1974 | - Renata Adler: "Brownstone” in The New Yorker, January 27, 1973 |
| 1973 | - Joyce Carol Oates: "The Dead” in McCall's, July 1971 |
| 1972 | - John Batki: "Strange-Dreaming Charlie, Cow-Eyed Charlie” in The New Yorker, March 20, 1971 |
| 1971 | - Florence M. Hecht: "Twin Bed Bridge” in The Atlantic Monthly, May 1970 |
| 1970 | - Robert Welton Hemenway: "The Girl Who Sang with the Beatles” in The New Yorker, January 11, 1969 |
| 1969 | - Bernard Malamud: "Man in the Drawer” in The Atlantic Monthly, April 1968 |
| 1968 | - Eudora Welty: "The Demonstrators” in The New Yorker, November 26, 1966 |
| 1967 | - Joyce Carol Oates: "In the Region of Ice” in The Atlantic Monthly, August 1966 |
| 1966 | - John Updike: "The Bulgarian Poetess” in The New Yorker, March 13, 1965 |
| 1965 | - Flannery O'Connor: "Revelation” in The Sewanee Review, Spring 1964 |
| 1964 | - John Cheever: "The Embarkment for Cythera” in The New Yorker, November 3, 1962 |
| 1963 | - Terry Southern: "The Road Out of Axotle" in "Esquire", August, 1962 - Flannery O'Connor: "Everything That Rises Must Converge” in New World Writing                                                                                           |
| 1962 | - Katherine Anne Porter: "Holiday” in The Atlantic Monthly, December 1960 |
| 1961 | - Tillie Olsen: "Tell Me a Riddle” in New World Writing, No. 16 |
| 1960 | - Lawrence Sargent Hall: "The Ledge” in The Hudson Review, Winter, 1958–59 |
| 1959 | - Peter Taylor: "Venus, Cupid, Folly and Time” in The Kenyon Review |
| 1958 | - Martha Gellhorn: "In Sickness as in Health” in The Atlantic Monthly |
| 1957 | - Flannery O'Connor: "Greenleaf” in The Kenyon Review |
| 1956 | - John Cheever: "The Country Husband” in The New Yorker |
| 1955 | - Jean Stafford: "In the Zoo” in The New Yorker |
| 1954 | - Thomas Mabry: "The Indian Feather” in The Sewanee Review |
| 1951 | - Harris Downey: "The Hunters” in Epoch |
| 1950 | - Wallace Stegner: "The Blue-Winged Teal” in Harper's Magazine |
| 1949 | - William Faulkner: "A Courtship” in The Sewanee Review |
| 1948 | - Truman Capote: "Shut a Final Door” in The Atlantic Monthly |
| 1947 | - John Bell Clayton: "The White Circle” in Harper's Magazine |
| 1946 | - John Mayo Goss: "Bird Song” in The Atlantic Monthly |
| 1945 | - Walter Van Tilburg Clark: "The Wind and the Snow of Winter” in The Yale Review |
| 1944 | - Irwin Shaw: "Walking Wounded” in The New Yorker |
| 1943 | - Eudora Welty: "Livvie is Back” in The Atlantic Monthly |
| 1942 | - Eudora Welty: "The Wide Net” in Harper's Magazine |
| 1941 | - Kay Boyle: "Defeat” in The New Yorker |
| 1940 | - Stephen Vincent Benét: "Freedom's a Hard-Bought Thing” in The Saturday Evening Post |
| 1939 | - William Faulkner: "Barn Burning” in Harper's Magazine |
| 1938 | - Albert Maltz: "The Happiest Man on Earth” in Harper's Magazine |
| 1937 | - Stephen Vincent Benét: "The Devil and Daniel Webster” in The Saturday Evening Post |
| 1936 | - James Gould Cozzens: "Total Stranger” in The Saturday Evening Post, February 15, 1936 |
| 1935 | - Kay Boyle: "The White Horses of Vienna” in Harper's Magazine |
| 1934 | - Louis Paul: "No More Trouble for Jedwick” in Esquire |
| 1933 | - Marjorie Kinnan Rawlings: "Gal Young Un” in Harper's Magazine, June & July 1932 |
| 1932 | - Stephen Vincent Benét: "An End to Dreams” in Pictorial Review, February 1932 |
| 1931 | - Wilbur Daniel Steele: "Can't Cross Jordan by Myself” in Pictorial Review |
| 1930 | - W. R. Burnett: "Dressing-Up” in Harper's Magazine, November 1929 - William H. John: "Neither Jew nor Greek” in Century Magazine, August 1929                                                                                                  |
| 1929 | - Dorothy Parker: "Big Blonde” in Bookman Magazine, February 1929 |
| 1928 | - Walter Duranty: "The Parrot” in Redbook, March 1928 |
| 1927 | - Roark Bradford: "Child of God” in Harper's Magazine, April 1927 |
| 1926 | - Wilbur Daniel Steele: "Bubbles” in Harper's Magazine |
| 1925 | - Julian Street: "Mr. Bisbee's Princess” in Redbook, May 1925 |
| 1924 | - Inez Haynes Irwin: "The Spring Flight” in McCall's, June 1924 |
| 1923 | - Edgar Valentine Smith: "Prelude” in Harper's Magazine, May 1923 |
| 1922 | - Irvin S. Cobb: "Snake Doctor” in Cosmopolitan, November 1922 |
| 1921 | - Edison Marshall: "The Heart of Little Shikara” in Everybody's Magazine, January 1921 |
| 1920 | - Maxwell Struthers Burt: "Each in His Generation” in Scribner's Magazine, July 1920 |
| 1919 | - Margaret Prescott Montague: "England to America” in The Atlantic Monthly, September 1918 |